# Lycioides lycioides
Lycioides lycioides är en insektsart som beskrevs av Ball 1931. Lycioides lycioides ingår i släktet Lycioides och familjen dvärgstritar. Inga underarter finns listade i Catalogue of Life.